# Jaco (Film)
Jaco ist ein US-amerikanischer Dokumentarfilm aus dem Jahr 2014, der Leben und Tod des Jazzmusikers Jaco Pastorius zeigt. Der Film wurde von Paul Marchand und Stephen Kijak inszeniert und von Robert Trujillo von Metallica und John Battsek von Passion Pictures produziert.  
Der Film enthält Interviews mit Herbie Hancock, Wayne Shorter, Sting, Joni Mitchell, Carlos Santana, Jonas Hellborg, Bootsy Collins und Flea.

## Rezeption
Die New York Times nannte Jaco „einen aufschlussreichen, mitfühlenden neuen Dokumentarfilm“. Decider sprach von einem „einnehmenden und interessanten Dokumentarfilm“, wenn auch von einem „Musiker“, der seine Attraktivität einschränken könnte. Bassist Billy Sheehan meinte, es sei „ein wunderbarer Film“, meinte aber, „ich denke, er hätte sich vielleicht ein bisschen mehr auf einige Exzentrizitäten konzentriert, als es hätte sein können.“